# Christopher Lauer

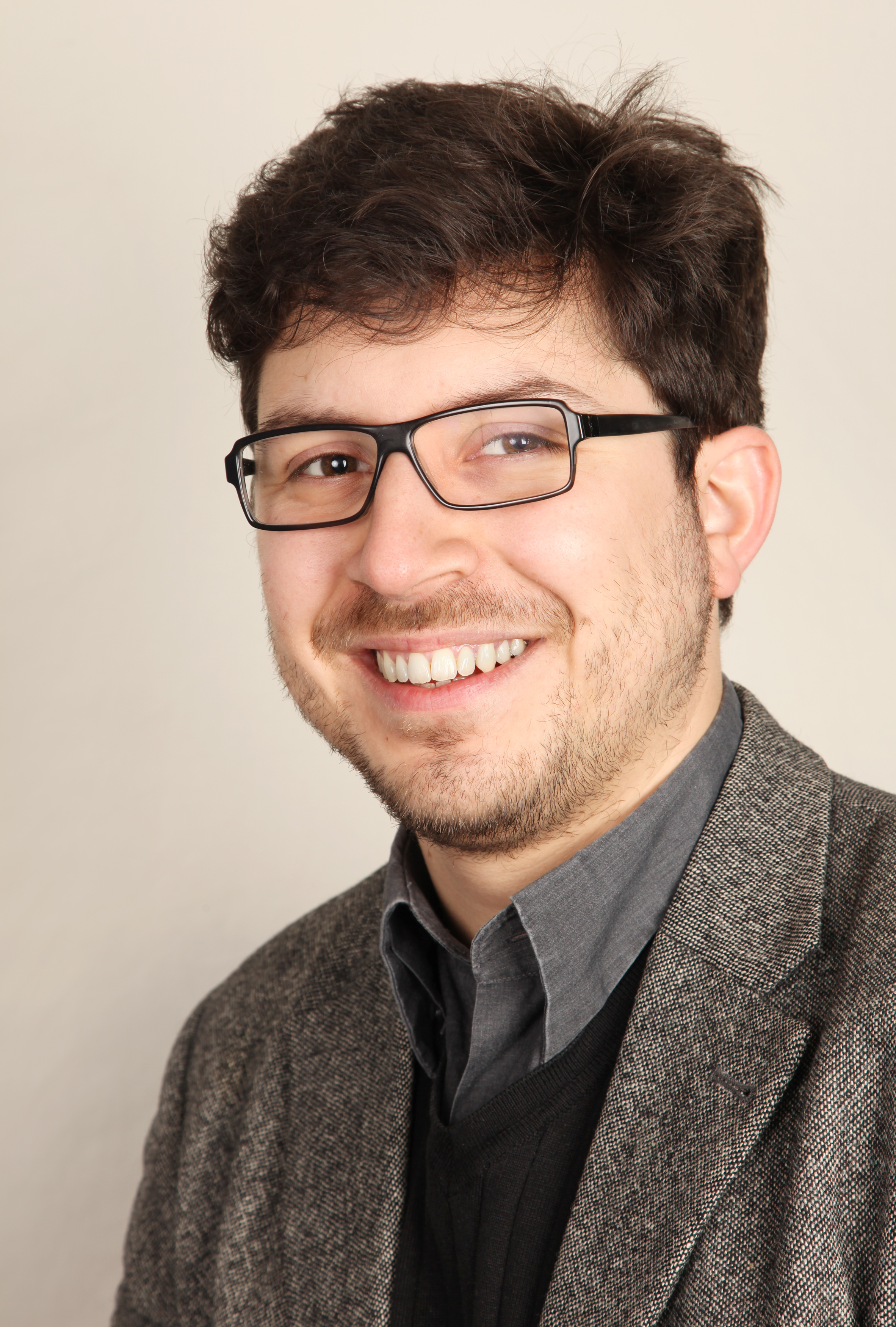
Christopher Lauer (2010)

David Christopher Georg Lauer (* 19. Juni 1984 in Simmern/Hunsrück) ist ein deutscher Politiker (Bündnis 90/Die Grünen, ehemalig Piratenpartei Deutschland, SPD). Von September 2011 bis Oktober 2016 war er Mitglied des Berliner Abgeordnetenhauses. Im Februar 2018 zog er sich zunächst aus der Politik zurück. Im Februar 2021 bewarb er sich erfolglos um einen Listenplatz bei den Grünen für die Abgeordnetenhauswahl in Berlin.

## Leben und politische Arbeit

### Ausbildung und Beruf
Lauer wuchs in Bonn auf. Während der Schulzeit am Pädagogium der privaten Otto-Kühne-Schule im Bonner Stadtbezirk Bad Godesberg nahm er an der Hochbegabtenförderung Fördern, Fordern, Forschen der Universität Bonn teil und studierte Physik. Nach dem Abitur folgten Zivildienst und ein regulär aufgenommenes Physikstudium, das er aber abbrach. Im Jahr 2005 zog er nach Berlin, wo er ab 2006 an der Technischen Universität Berlin Kultur und Technik mit Schwerpunkt Wissenschafts- und Technikgeschichte studierte. Dieses Bachelorstudium beendete er im Jahr 2018. Der Titel seiner Abschlussarbeit lautete Umstände und Voraussetzungen für Wernher von Brauns Eintritt in das Heereswaffenamt. 2021 schloss er an der TU Berlin ein Masterstudium in Geschichte und Kultur der Wissenschaft und Technik mit Schwerpunkt Wissenschafts- und Technikgeschichte ab. Der Titel seiner Abschlussarbeit lautete Raketenentwicklung am Heereswaffenamt zwischen 1930 und 1937 unter besonderer Berücksichtigung der Rolle Wernher von Brauns.
In den Jahren 2008 bis 2009 studierte er an der Zhejiang-Universität im chinesischen Hangzhou. Vom Frühjahr 2011 bis zur Abgeordnetenhauswahl im September 2011 war er in einem Unternehmen von Pavel Mayer angestellt.
Neben seiner Abgeordnetentätigkeit war Lauer ab Januar 2015 für den Axel-Springer-Konzern als freiberuflicher Berater in Fragen des Datenschutzes und der Datensicherheit tätig. Von April 2015 bis Ende 2015 war er Leiter Strategische Innovationen bei dem Medienkonzern. Der Vertrag wurde in beiderseitigem Einvernehmen aufgehoben.
Im Jahr 2017 übernahm Lauer eine Gastrolle in der Fernsehserie jerks.

### Piratenpartei
Nach seiner Rückkehr aus China trat er im Juli 2009 der Piratenpartei bei und trieb nach dem Bundestagswahlkampf 2009 das von Mitgliedern des Berliner Landesverbandes entwickelte basisdemokratische Konzept der Liquid Democracy voran. Während seiner Zeit im Bundesvorstand in den Jahren 2010 und 2011 war er für die Implementierung der Liquid-Democracy-Software LiquidFeedback auf Bundesebene verantwortlich. Zusammen mit Marcel-André Casasola Merkle tauschte er sich regelmäßig im gemeinsamen Podcast Piratengespräche über die Parteientwicklung aus.
Am 16. Mai 2010 wurde Lauer auf dem fünften Bundesparteitag der Piratenpartei Deutschland in Bingen am Rhein zum Beisitzer im Bundesvorstand gewählt, nachdem er bei der Wahl zum Vorsitzenden mit 38 % zu 52 % gegen Jens Seipenbusch unterlag. Bis Mai 2011 nahm er als solcher unter anderem die Aufgaben des politischen Geschäftsführers der Piraten wahr. Dieser Aufgabenbereich war in der Partei auf Bundesebene zwischen 2009 und 2011 keinem festen Parteiamt zugeordnet. Auf dem Bundesparteitag in Heidenheim an der Brenz im Mai 2011 unterlag er Sebastian Nerz bei der Wahl zum Vorsitzenden mit 39 % zu 61 %. Am 1. März 2014 wurde Lauer mit 57,9 % zum Vorsitzenden der Piratenpartei Berlin gewählt.

#### Abgeordnetentätigkeit
Im September 2011 erlangte er bei der Wahl zum Abgeordnetenhaus von Berlin 2011 über den zehnten Platz der Landesliste der Piratenpartei Berlin ein Mandat. Dieses nahm er als innen- und gesundheitspolitischer Sprecher seiner Fraktion wahr. Bei der ersten Wahl zum Fraktionsvorsitzenden der Piratenfraktion im Berliner Abgeordnetenhaus unterlag er knapp.
Am 22. Juni 2012 wurde er dann zusammen mit Andreas Baum zum Fraktionsvorsitzenden gewählt. Bei der darauffolgenden Wahl am 11. Juni 2013 trat Lauer nicht erneut an. Seit dem 6. August 2013 war er Sprecher für Bürgerschaftliches Engagement der Piratenfraktion sowie Mitglied des Ausschusses für Bürgerschaftliches Engagement im Berliner Abgeordnetenhaus.
Trotz seines Parteiaustritts im September 2014 war Lauer zunächst weiterhin Mitglied der Fraktion der Piratenpartei.

#### Parteiaustritt

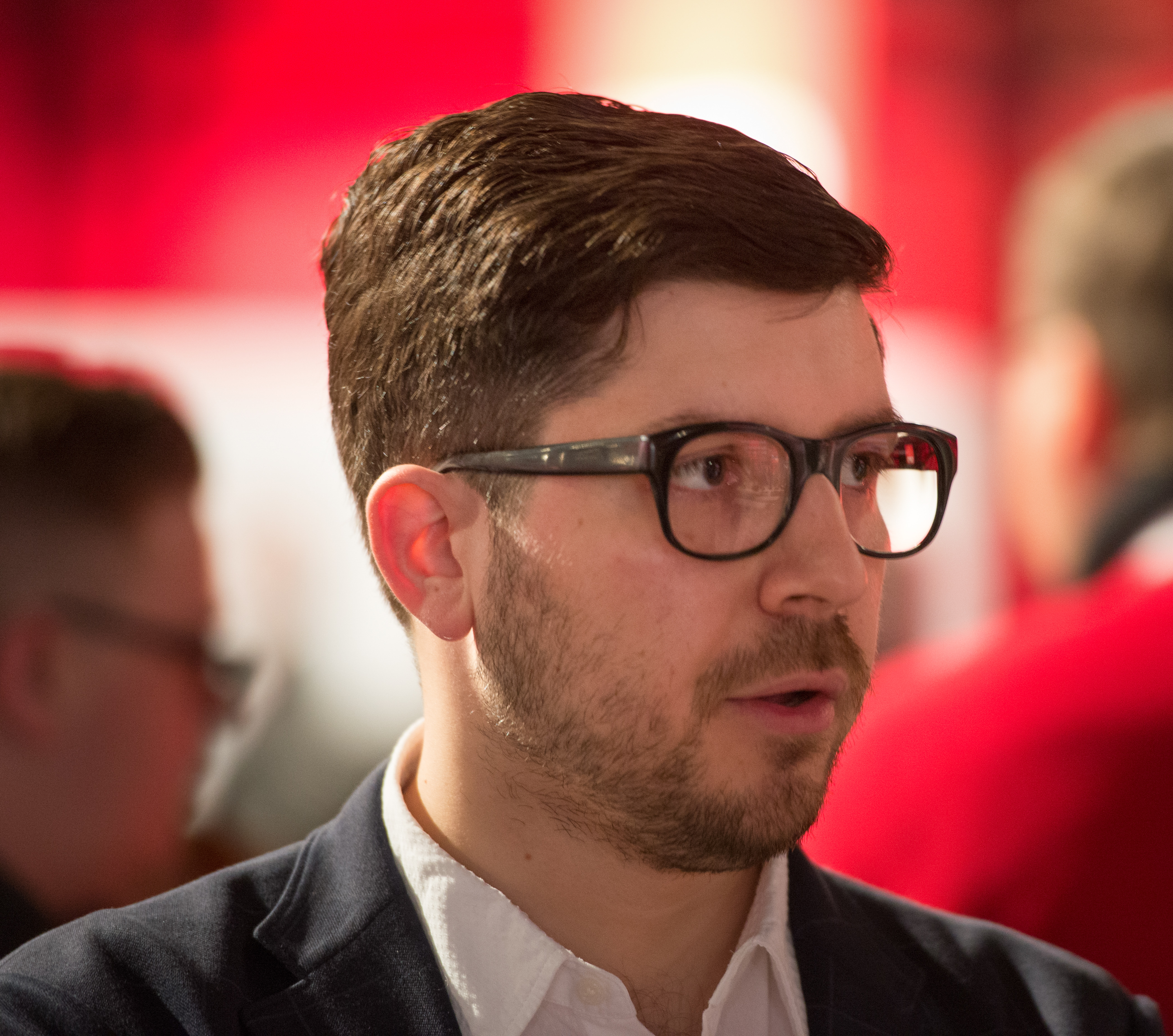
Lauer auf dem SPD-Bundesparteitag, 2017

Am 18. September 2014 erklärte Lauer seinen Rücktritt vom Vorsitz des Landesverbandes Berlin und seinen Austritt aus der Piratenpartei. Seinen Rücktritt begründete er damit, dass er keine Mehrheit für seine bei seiner Wahl angekündigten Vorhaben zur Professionalisierung der Partei sehe. Bereits vor Lauers Rücktritt hatte Parteichef Stefan Körner seine Absicht angekündigt, ihn seines Vorsitzes entheben zu lassen, unter anderem wegen „verbaler Degradierungen der Piratenpartei“ und der öffentlich von Lauer postulierten Absicht, den Landesverband aus der Bundespartei herauszulösen.
Im Jahr 2016 schied Lauer zusammen mit dem Rest der Fraktion aus dem Berliner Abgeordnetenhaus aus, nachdem die Partei bei der Wahl nur mehr 1,7 Prozent der Stimmen erreichte, während 5 % für den Verbleib notwendig gewesen wären.

### SPD
Im September 2016 trat er der SPD bei. Im Oktober 2017 sagte er in einem Interview, ihm sei zuvor von der damaligen SPD-Generalsekretärin Katarina Barley ein aussichtsreicher Listenplatz bei der Bundestagswahl in Aussicht gestellt worden. Im Mai 2019 trat er jedoch aus der SPD wieder aus.

### Bündnis 90/Die Grünen
Lauer wurde nach dem SPD-Austritt Mitglied der Grünen Alternative Liste. Er plante eine Kandidatur beim Berliner Landesverband für die Wahlen zum Abgeordnetenhaus 2021, wurde aber vom Kreisverband nicht aufgestellt.

## ADHS
Lauer erklärte im Januar 2012, dass er eine Aufmerksamkeitsdefizit-/Hyperaktivitätsstörung im Erwachsenenalter (ADHS) habe. ADHS wurde bei ihm nach eigenen Angaben Mitte 2011 diagnostiziert. Lauer wolle mit seinem Schritt in die Öffentlichkeit „andere ADHSler dazu bewegen, mutig, selbstbewusst und offen mit diesem Zustand umzugehen“. Er steht offen dazu, dass er wegen ADHS ein Medikament mit dem Wirkstoff Methylphenidat einnimmt. Dies thematisierte er unter anderem in der FAZ und bei Talkshowauftritten bei Markus Lanz sowie Stuckrad Late Night.

## Politische Positionen

### Gewaltschutzambulanz an der Berliner Charité
Die Errichtung der Gewaltschutzambulanz an der Charité – Universitätsmedizin Berlin geht auf eine Initiative Lauers zurück. Lauer stellte mit der Piratenfraktion im Berliner Abgeordnetenhaus den Antrag, an der Charité eine Gewaltschutzambulanz einzurichten, die es den Opfern von sexualisierter und häuslicher Gewalt ermöglichen sollte, die Spuren der Straftat vertraulich sichern zu können. Der Antrag wurde in der Plenarsitzung vom 12. September 2013 eingebracht. In der Plenarsitzung vom 3. Juli 2014 nahm das Abgeordnetenhaus eine Entschließung an, eine Gewaltschutzambulanz einzurichten. Mittlerweile wird die Gewaltschutzambulanz an der Charité jährlich mit einer Million Euro aus dem Berliner Landeshaushalt finanziert.

### Ständige Mitgliederversammlung
Während seiner Mitgliedschaft in der Piratenpartei galt Lauer als Befürworter der Ständigen Mitgliederversammlung (SMV) als zusätzliches Parteiorgan.

„Was man sich mal auf der Zunge zergehen lassen muss, ist das Bild, was wir abgeben. Wir fahren quer durch die Republik zu Bundesparteitagen, um unsere Computer einzustöpseln, um auf Twitter über den Bundesparteitag zu lesen und uns dann zu beschweren, dass das Internet nicht funktioniert.“

### Urheberrecht und Leistungsschutzrecht
Am 4. September 2012 veröffentlichte Lauer einen Entwurf zu einer konkreten Änderung des Urheberrechtsgesetzes. Dieser basierte auf einem Beschluss der Piratenpartei aus dem Dezember 2011. Lauer wurde für die Art und Weise kritisiert, wie er den Entwurf einbrachte, da es gleichzeitig zur Veröffentlichung im LiquidFeedback-System der Partei Berichterstattung in Spiegel Online und Welt Online gab. Im LiquidFeedback-System der Piratenpartei erhielt der Entwurf eine Mehrheit.
Anlässlich der Google-News-Initiative gab Lauer im Mai 2015 in seiner Funktion als Leiter Strategische Innovationen des Axel-Springer-Verlags dem Nachrichtenmagazin Spiegel ein Interview. In diesem äußerte er sich in Bezug auf das Leistungsschutzrecht dahingehend, dass sich der Internetkonzern Google an geltendes deutsches Recht halten solle. Dies wurde von Teilen der Netzgemeinde als Kehrtwende zu seiner bisherigen Position wahrgenommen.

## Veröffentlichungen
Politische
- Mit Sascha Lobo: Aufstieg und Niedergang der Piratenpartei. Sobooks.de Digital Media GmbH, Hamburg 2014.[55]
- (Hrsg.): Inneres. Bericht der Piratenfraktion zur Innenpolitik. Piratenfraktion im Abgeordnetenhaus Berlin, Berlin 2015 (PDF).
- Warum ich meine, es besser zu können: In: Der Tagesspiegel, 3. November 2018 (online).
- Welchen Sozialdemokraten wird Putin wählen?: In: Frankfurter Allgemeine Sonntagszeitung, 20. Oktober 2019 (online).
- Größter anzunehmender Internet-Unfall: Warum Elon Musks Twitter-Kauf eine Katastrophe ist. In: Frankfurter Allgemeine Sonntagszeitung, 1. Mai 2022, S. 33.

Wissenschaftliche
- Umstände und Voraussetzungen für Wernher von Brauns Eintritt in das Heereswaffenamt. Bachelorarbeit an der TU Berlin/Fakultät I, Geisteswissenschaften im Kernfach Wissenschafts- und Technikgeschichte, 2018 (PDF).
- Ein Mann will nach oben. In: Frankfurter Allgemeine Sonntagszeitung, 6. Januar 2019, S. 39 (online).

## Auszeichnungen
- 2012: Troll des Jahres der Mannheimer Konferenz Trollcon[56]